# Marina Abramovic: la artista está presente
Marina Abramovic: la artista está presente es un documental estadounidense de 2012 dirigida por Matthew Akers y Jeff Dupre.

## Sinopsis
El documental repasa la carrera de Marina Abramović mientras se prepara para una actuación en el MoMA.

## Ficha técnica
- Título : Marina Abramovic: la artista está presente
- Logro : Matthew Akers y Jeff Dupre
- Música : Nathan Halpern
- Fotografía : Mateo Akers
- Asamblea : Jim Hession y E. Donna Shepherd
- Producción : Maro Chermayeff y Jeff Dupre
- Compañía de producción : Show of Force, AVRO Close Up y Dakota Group
- Distribuidora : Pretty Pictures (Francia) y Music Box Films (Estados Unidos)
- País :  Estados Unidos
- Género : Documental
- Duración : 106 minutos
- Fechas de lanzamiento : 2012

## Recepción
La película recibió críticas positivas de los críticos. Obtiene una puntuación media de 74/100 basado en 18 reseñas en Metacritic.